# David Gonzalez (cuentacuentos)
David González (Nueva York, 1956) es un poeta, dramaturgo, músico, actor, productor, educador y líder comunitario estadounidense. Su carrera artística comenzó como cuentacuentos, y está muy influida por la mitología y el compromiso social con la comunidad. Ha trabajado con destacados músicos y profesionales del teatro. Su obra creativa se ha incluido en varias antologías y álbumes y sus producciones se han representado en los principales teatros de EE. UU.

## Infancia y juventud
González nació en el Bronx. Su padre era cubano y su madre puertorriqueña. Pasó su primera infancia en Cuba y regresó al Bronx cuando tenía tres años.
Su afición por contar cuentos comenzó a los 7 años, cuando su tío le regaló un juego de marionetas y su madre hizo un telón para su representación. Aprendió a contar historias y a llamar la atención en la cocina de su casa. La mesa de la cocina era el centro de su experiencia familiar: la persona que contaba la mejor historia o relataba el incidente más divertido de su día recibía más atención.  Así que la afición a contar historias era como un deporte de competición entre su familia.
Durante su adolescencia, su profesor Tom Porton le introdujo en el teatro, la música y el ballet, y empezó a tomar clases de guitarra, blues y jazz.

## Educación
Tras licenciarse en Bellas Artes por la Universidad de Nueva York, se formó como guitarrista profesional en España, y luego regresó a la Universidad de Nueva York, donde obtuvo un máster y un doctorado en Musicoterapia. También estudió danza durante cinco años en el Djoniba Dance and Drum Center con Abdullah Djoniba Mouflet.
Fue alumno de Joseph Campbell, profesor de Mitología comparada y Religión comparada, que influyó en el desarrollo de su carrera artística y social. Fue él quien le introdujo en el mito y la leyenda y guio sus investigaciones en musicoterapia. Posteriormente, González incorporó los mitos a su obra creativa, así como a su trabajo con niños y adultos discapacitados.

## Carrera
González trabajó como musicoterapeuta en servicios sociales de Nueva York, al tiempo que continuaba su labor como poeta, músico y narrador.
Fue director de musicoterapia en la Universidad de Long Island de 1985 a 1986 y profesor adjunto en la Universidad de Nueva York de 1984 a 1998.
Como músico es guitarrista, pianista y compositor. Ha escrito, compuesto, interpretado y coreografiado la mayoría de sus espectáculos. A lo largo de su carrera, ha ofrecido presentaciones en teatros, instituciones educativas, centros cívicos y culturales, y conferencias.
Irrumpió en la narración de cuentos (1983) con las Fábulas de Esopo que tituló Animales, animales, animales, y continuó con otros espectáculos de cuentos populares: Up in Smoke, Totally Awesome, Cuentos: Cuentos del mundo LatinX y La doncella sin manos.

## Espectáculos
Desde 1983 ha desarrollado sus habilidades en espectáculos, performances, cuentacuentos y presentaciones en los más variados teatros, instituciones educativas, universidades y centros cívicos y culturales. De todos ellos cabe destacar:
- Sofrito! (1998) fue una colección de cuentos populares latinos a ritmo de salsa, mambo y jazz en colaboración con Larry Harlow y The Latin Legends Band.[5] Fue un encargo del New Victory Theater en 1998.[6]
- Mytholojazz (1999) González interpretó el papel de Orfeo con el DD Jackson Trio y una partitura original de D.D.Jackson. En ella fusionó los mitos griegos y sudafricanos con el estilo jazzístico de D.D. Jackson.[7]
- City of Dreams (2004), compartió escenario con un cuarteto de jazz latino en el que figuraba Bobby Sanabria, mezclando su poesía con antiguos ritmos afrocubanos, ritmos house con sabor a mambo, funk y jazz moderno.[2]
- The frog bride (La novia rana, 2006) se basó en un antiguo cuento de hadas ruso con música de Prokófiev e imágenes de Kandinsky. En el New Victory Theater, David González fue dirigido por Lenard Petit, acompañado por el violinista de jazz Christian Howes y el compositor y teclista de jazz Daniel Kelly.[8]

El crítico teatral del New York Times Lawrence Van Gelder escribió sobre él y "La novia rana": 
En una época de juguetes chillones y juegos truculentos a pilas, se apoyó en la majestuosidad y variedad del lenguaje, el paisaje ilimitado de la imaginación, el pulso de la música y la belleza del arte para mantener vivo el antiguo arte de contar historias...
- Man of the house (El hombre de la casa, 2013), González aborda el divorcio y el distanciamiento desde la perspectiva de los niños, representando el relato semiautobiográfico de la búsqueda de su padre ausente durante su adolescencia. Fue encargada y presentada por el Kennedy Center.[9]
- Gonzo's Multiverse (2021) es un programa virtual de variedades con una mezcla de narración de historias, entrevistas a artistas y exploración de miniaturas y pequeños fenómenos del mundo natural y el universo.[10]
- Hard Dinero (2022), una producción totalmente bilingüe, utilizaba monólogos, música, vídeo, poesía y diseño sonoro para narrar historias reales de inmigrantes.[11]

## Colaboraciones artísticas
David González fue autor de la letra y coautor de la música de Sofrito junto a  Yomo Toro, y Larry Harlow; escribió el libro"Jessye Norman's Portrait of a Legend: Sissieretta Jones" en colaboración con Jessye Norman, Darryll McDaniels (DMC), y Damien Sneed; produjo eventos con Jimmy Santiago Baca, en Crisalida, un proyecto artístico comunitario del McCallum Theatre; compuso música y acompañó a Oliver Lake, en City of Dreams; escribió el libro y actuó en MytholoJazz con D. D. Jackson; escribió y dirigió Falcon Ridge en colaboración con el bluesman Guy Davis, y muchos otros; y con socios productores como Mass MoCA (The Frog Bride), The Kennedy Center (Man of the House), Lincoln Center (As if the Past Was Listening), The Royal National Theatre (Mytholojazz), entre otros.
El artista neoyorquino ha recibido subvenciones de The National Endowment for the Arts por Finding North, The National Endowment For The Humanities/National Writing Project por Falcon Ridge, The New York Council on the Arts por Hard Dinero, The Jerome Irving Foundation por Crisalida, Artists Planet Earth por Wounded Splendor, The Burroughs-Wellcome Fund por A Spork In The Road, entre otras.
Ha recibido encargos del Kennedy Center for the Performing Arts y la Universidad Estatal de Nueva York en Purchase (The man of the house); la Ópera de Cincinnati (Rise for freedom); la Smithsonian Institution (Double Crossed: The Saga Of The Saint Louis); The Cincinnati Playhouse in the Park (Finding North); The McCallum Theater (The boy who could sing pictures); Brooklyn College (Sleeping beauty), The Rosendale Theater (Hard Dinero); The Ulster County Historical Society (Falcon Ridge), y muchas más.
En la radio fue copresentador, junto con Florence Barrau, de "New York Kids" entre 1992 y 2000 en WNYC/Radio Pública de Nueva York. El programa duraba dos horas, con parejas de presentadores que rotaban de un colegio distinto cada semana. Varios episodios de New York Kids están archivados en el Paley Center for Media.
Sus poemas y relatos exploran la identidad cultural y los pasos hacia la trascendencia. Algunos de sus poemas están recogidos en Soundings y publicados por The Poetry Box.
David González compuso e interpretó la música para los poemas del poeta español José María Márquez Jurado "Gopala": "No para mi alma de reír", "Despacio" y "Contemplar la luna".

## Premios y reconocimientos
- Nominación al Premio Pushcart 2022[23]
- Becario de la Fundación Joseph Campbell - 2010[3]
- Nominación al Drama Desk - 2006[24]
- Artista del año Helen Hayes - 1999[25]
- Premio "Lifetime Achievement Award for Sustained Excellence" de International Performing Arts for Youth[26]

## Publicaciones

### Académicas
- Mythopoetic Music Therapy (Tesis Doctoral) 1992.[27]
- "Like singing with a bird: Improvisational music therapy with a blind four-year-old girl." Case Studies in Music Therapy, 1990.[28]
- Mythopoetic music therapy: A phenomenological investigation into its application with adults, 1992.[29]
- Listening with a larger ear: Three case studies. Ear Magazine, Sept. 1984.

### Poesía
- Soundings, The Poetry Box, 2022[30]

### Libros para niños
- Tito and the Bridge Brigade (Tito y la Brigada del Puente), 2020.

- Tio Jose and the Singing Trees (Tío José y los Árboles Cantores), 2020.